# Cololejeunea angustiloba
Cololejeunea angustiloba là một loài Rêu trong họ Lejeuneaceae. Loài này được (Horik.) Mizut. mô tả khoa học đầu tiên năm 1996.